# Наудите
На́удите (латыш. Naudīte) — населённый пункт в южной части Латвии, расположенный в Наудитской волости Добельского края. До 1 июля 2009 года входил в состав Добельского района.
Является центром Наудитской волости. Расстояние до Добеле — 10 км. По данным на 2015 год, в населённом пункте проживало 307 человек.

## История
Нынешнее поселение возникло на территории Наудитского поместья (нем. Nauditten).
В советское время населённый пункт был центром Наудитского сельсовета Добельского района. В селе располагалась центральная усадьба совхоза «Наудите».
В селе имеются: магазин, Наудитская основная школа, библиотека, фельдшерский пункт, почтовое отделение.